# عملية هارئيل

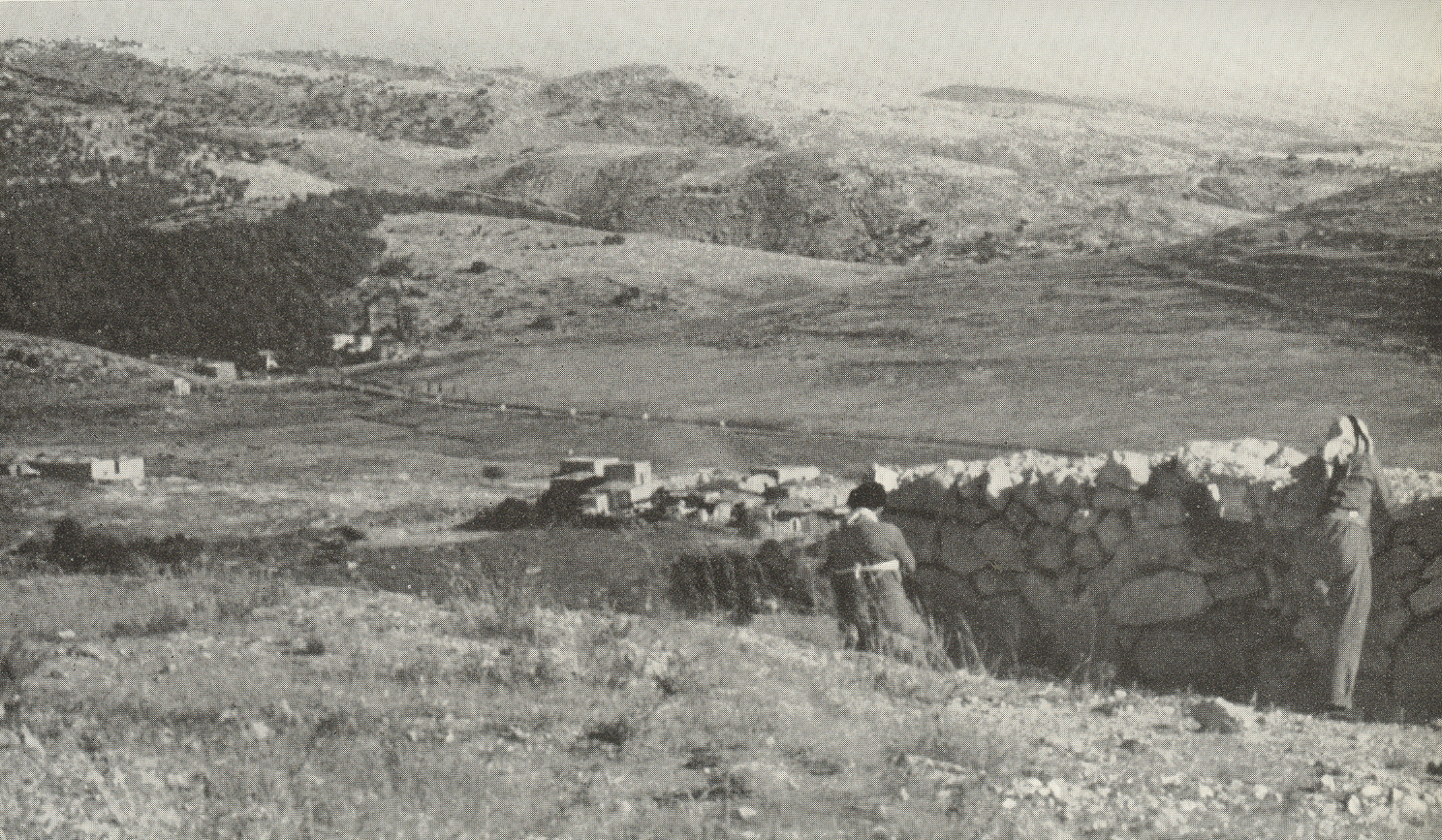

عملية هارئيل ( (بالعبرية: מבצע הראל‏) كانت عملية للجيش الإسرائيلي عام 1948 التي نفذها البلماح حيث كان هدفها هو جلب الغذاء والإمدادات إلى القدس المحاصرة ونقل القوات بالقرب من المدينة. وقعت العملية بين 16 و 21 أبريل كاستمرار لعملية القسطل بقيادة إسحق رابين. جُلبت ثلاث قوافل بأكثر من 600 شاحنة، كما أسفرت العملية عن تشكيل كتائب بالماخ في لواء هارئيل. مكن تزويد القدس بالغذاء والدواء والأسلحة والوقود المدينة من الصمود في وجه الحصار، وهو حصار استمر طوال الشهرين التاليين، حتى فتح طريق بورما في منتصف يونيو.
وفقًا للمقاتل جوزيف تابنكين الذي أصبح قائدًا للواء فيما بعد أن «العملية مددت الممر إلى القدس باتجاه الجنوب، في المنطقة الجبلية حتى وادي الصرار (ناحال سوريك)، وفي المنطقة السفلى استولت على سلسلة الجبال ووسعت نطاقها وصولًا إلى وادي الصرار في الأراضي المنخفضة وفتحت طريق القطار إلى مدخل الجبال».

## أنظر أيضًا
- عملية كيلشون